# Quasispezies
Die als Quasispezies bezeichnete Theorie beschreibt qualitativ die Evolution eines geschlossenen Systems von selbstreproduzierenden Molekülen, z. B. RNA oder DNA. Sie wurde als Beitrag zur Suche nach dem Ursprung des Lebens konzipiert und überträgt Eckpfeiler der Darwin’schen Evolutionstheorie (phänotypische Variation und natürliche Selektion) auf die molekulare Ebene. Quantitative Aussagen sind im Rahmen dieser Theorie schwer zu machen, denn die Anfangsbedingungen sind in der Praxis nicht herzustellen oder nachzumessen. Es gibt aber auch Modelle, die die Evolution eines offenen Systems erklären.
Die Theorie wurde 1977 von Manfred Eigen und Peter Schuster vorgeschlagen, basierend auf einer Arbeit von Manfred Eigen aus dem Jahr 1971.

## Annahmen
Die Theorie der Quasispezies macht vier Annahmen:
1. Die zu replizierenden Moleküle sind aus einer kleinen Zahl von Bausteinen zusammengesetzt.
2. Neue Moleküle entstehen nur durch (möglicherweise fehlerhafte) Replikationen der bereits vorhandenen Moleküle.
3. Substrate – zum Aufbau der Moleküle notwendige Substanzen – sind in großer Menge vorhanden, Abbauprodukte verlassen den Behälter.
4. Moleküle können wieder in ihre Bausteine zerfallen, gemäß ihrer Stabilität. Das Alter eines Moleküls spielt keine Rolle.

## Experiment
Im Reaktionsgefäß kommt es zu Evolution: Die Konzentration eines Molekültyps hängt stark ab von seiner Stabilität (Zerfallsrate) und seiner Reproduktionsrate. Bei der Replikation kann es zu Fehlern kommen (Mutation), welche dem Molekül möglicherweise verbesserte Überlebenschancen bieten – das ursprüngliche Molekül wird dann verdrängt (Selektion). Da stets mehr oder weniger starke Mutationen auftreten, nennt man nahe verwandte (ähnliche) Moleküle eine Quasispezies. Diese wurden in RNA-Viren beobachtet. Da Mutation in ähnliche Moleküle regelmäßig vorkommt, ist der Fortpflanzungserfolg nicht nur von einer Spezies abhängig, sondern einer ganzen „Wolke“ von ähnlichen Spezies, die sich immer wieder ineinander umwandeln und ähnlich gut reproduzieren: In der „Mitte“ optimal, zum „Rand“ hin immer schlechter. Eine Spezies kann so auch durch Mutation von einer anderen Spezies entstehen, nicht nur durch eigene Replikation.
Man beachte also, dass der Erfolg einer Quasispezies abhängig ist von ihrer Reproduktionsrate, ihrer Sterberate, aber auch von ihrer Mutationsrate: Ohne Fehler bei der Replikation existiert nur eine einzige Spezies – eine Verbesserung ist unmöglich, bei zu hoher Mutationsrate verbreitert sich die Quasispezies über die gesamte Population. Langsam wachsende Spezies werden nicht zwangsläufig von schneller wachsenden verdrängt: Eine schneller wachsende Spezies kann in die langsamer wachsende hineinmutieren und so das Aussterben durch Zerfall und Abfluss auf einem kleinen Niveau ausgleichen.
Es können sogar Hyperzyklen auftreten: Ein Molekül A reproduziert ein Molekül B, welches wiederum A repliziert. Die Moleküle A und B vermehren sich also abhängig voneinander und bilden ebenfalls eine Quasispezies.

## Mathematische Beschreibung
Ein einfaches mathematisches Modell für die Quasispezies: Es gebe  {\displaystyle S}  mögliche Sequenzen und {\displaystyle n_{i}} Organismen mit Sequenz i. Sagen wir, jedes Individuum reproduziere sich mit der Reproduktionsrate {\displaystyle A_{i}}. Manche sind Klone ihrer „Eltern“ und haben die Sequenz i, aber manche sind mutiert, und haben eine andere Sequenz. Sagen wir, dass der Bruchteil der j-Typen, die von einem i-Typen abstammen {\displaystyle q_{ji}} ist, welchen wir Mutationsrate nennen. Definieren wir {\displaystyle n'_{i}} als die Gesamtzahl der i-Typ-Organismen nach der ersten Reproduktionsrunde. Dann gilt
{\displaystyle n'_{i}=\sum _{j}w_{ij}n_{j}\,}
wobei {\displaystyle w_{ij}\,=\,A_{j}q_{ij}} und {\displaystyle \sum _{j}q_{ij}=1\,} ist. Manchmal führt man eine Sterberate oder Zerfallsrate  {\displaystyle D_{i}} ein, so dass gilt:
{\displaystyle w_{ij}=A_{j}q_{ij}-D_{i}\delta _{ij}\,}
wobei {\displaystyle \delta _{ij}} 1 ist wenn i=j, ansonsten 0. Die n-te Generation erhalten wir, indem wir in der obengenannten Formel W durch die n-te Potenz von  W ersetzen.
Das ist ein lineares Gleichungssystem. Der übliche Lösungsweg ist, erst die W-Matrix zu diagonalisieren. Ihre Diagonaleinträge werden Eigenwerte sein zu verschiedenen Mischungen (Eigenvektoren) der W-Matrix, die man die Quasispezies nennt. Nach vielen Generationen wird sich nur der Eigenvektor mit dem höchsten Eigenwert durchsetzen und diese Quasispezies wird dominieren. Die Eigenvektoren geben das relative Verhältnis jeder Sequenz im Gleichgewicht an.
Beispiel
Das Konzept der Quasispezies kann verdeutlicht werden durch ein einfaches System, bestehend aus 4 Sequenzen: Sequenz 1 ist [0,0] und die Sequenzen [0,1], [1,0] und [1,1] seien als 2, 3 und 4 durchnummeriert. Angenommen, Sequenz [0,0] mutiere nie und produziert immer einen Nachkommen. Die anderen 3 Sequenzen produzieren im Durchschnitt {\displaystyle 1-k} Nachkommen, also weniger als 1, dafür aber {\displaystyle k} der anderen beiden Typen, wobei {\displaystyle 0\leq k\leq 1} gilt. Die Matrix W sieht dann folgendermaßen aus:
{\displaystyle \mathbf {W} ={\begin{bmatrix}1&0&0&0\\0&1-k&k&k\\0&k&1-k&k\\0&k&k&1-k\end{bmatrix}}}
Die diagonalisierte Matrix ist:
{\displaystyle \mathbf {W'} ={\begin{bmatrix}1-2k&0&0&0\\0&1-2k&0&0\\0&0&1&0\\0&0&0&1+k\end{bmatrix}}}
und die Eigenvektoren zu diesen Eigenwerten sind:
| Eigenwert | Eigenvektor |
| --------- | ----------- |
| 1−2k      | [0,−1,0,1]  |
| 1−2k      | [0,−1,1,0]  |
| 1         | [1,0,0,0]   |
| 1+k       | [0,1,1,1]   |

Nur der Eigenwert {\displaystyle 1+k} ist größer als eins. Für die n-te Generation wird der zugehörige Eigenwert {\displaystyle (1+k)^{n}} sein und so im Laufe der Zeit über alle Grenzen wachsen. Dieser Eigenwert gehört zu dem Eigenvektor [0, 1, 1, 1], der die Quasispezies repräsentiert, die aus den Spezies 2, 3 und 4 besteht – welche nach langer Zeit in gleicher Konzentration vorhanden sein werden. Da alle Populationszahlen positiv sein müssen, sind die ersten zwei Quasispezies nicht erlaubt. Die dritte besteht nur aus der nicht-mutierenden Sequenz 1.  Man sieht, dass Spezies 1 am fittesten scheint, da sie sich selbst mit der höchsten Rate reproduziert – dennoch kann sie auf Dauer der Quasispezies aus den anderen drei Sequenzen unterliegen. Zusammenarbeit kann sich evolutionär auszahlen!

## Belege
1. ↑  Luis P. Villarreal, Günther Witzany: Rethinking quasispecies theory: From fittest type to cooperative consortia. In: World Journal of Biological Chemistry. Band 4, Nr. 4, 2013, S. 79–90. doi:10.4331/wjbc.v4.i4.79.
2. ↑  Manfred Eigen und Peter Schuster: A principle of natural self-organization. Part A: Emergence of the hypercycle. In: Die Naturwissenschaften, Band 64, Nr. 11, 1977, S. 541–565, doi:10.1007/BF00450633.
3. ↑  Manfred Eigen: Selforganization of Matter and the Evolution of Biological Macromolecules. In: Die Naturwissenschaften. Band 58, Nr. 10, 1971, S. 465–523, doi:10.1007/BF00623322.